# Diangobo (Yakassé-Attobrou)
Diangobo este o comună din departamentul Yakassé-Attobrou, regiunea Agnéby, Coasta de Fildeș.